# ダッカ動物園
ダッカ動物園 (ダッカどうぶつえん、英語: Dhaka Zoo、ベンガル語: ঢাকা চিড়িয়াখানা) はバングラデシュの首都ダッカにある動物園である。ダッカ動物園には野生、非野生を問わず多くの動物がおり、毎年300万人以上の人々が観光に訪れる。

## 概要
ダッカ動物園は1974年に設立された。ダッカ動物園の全面積は75haであり、バングラデシュ国内最大の動物園である。ダッカ動物園は水産畜産省が管理を行なっている。動物園には毎日10,000人以上の人々が訪れる。
ダッカ動物園の年間予算は3750万タカであり、その内2500万タカが動物の飼育費に使用されている。

## 動物

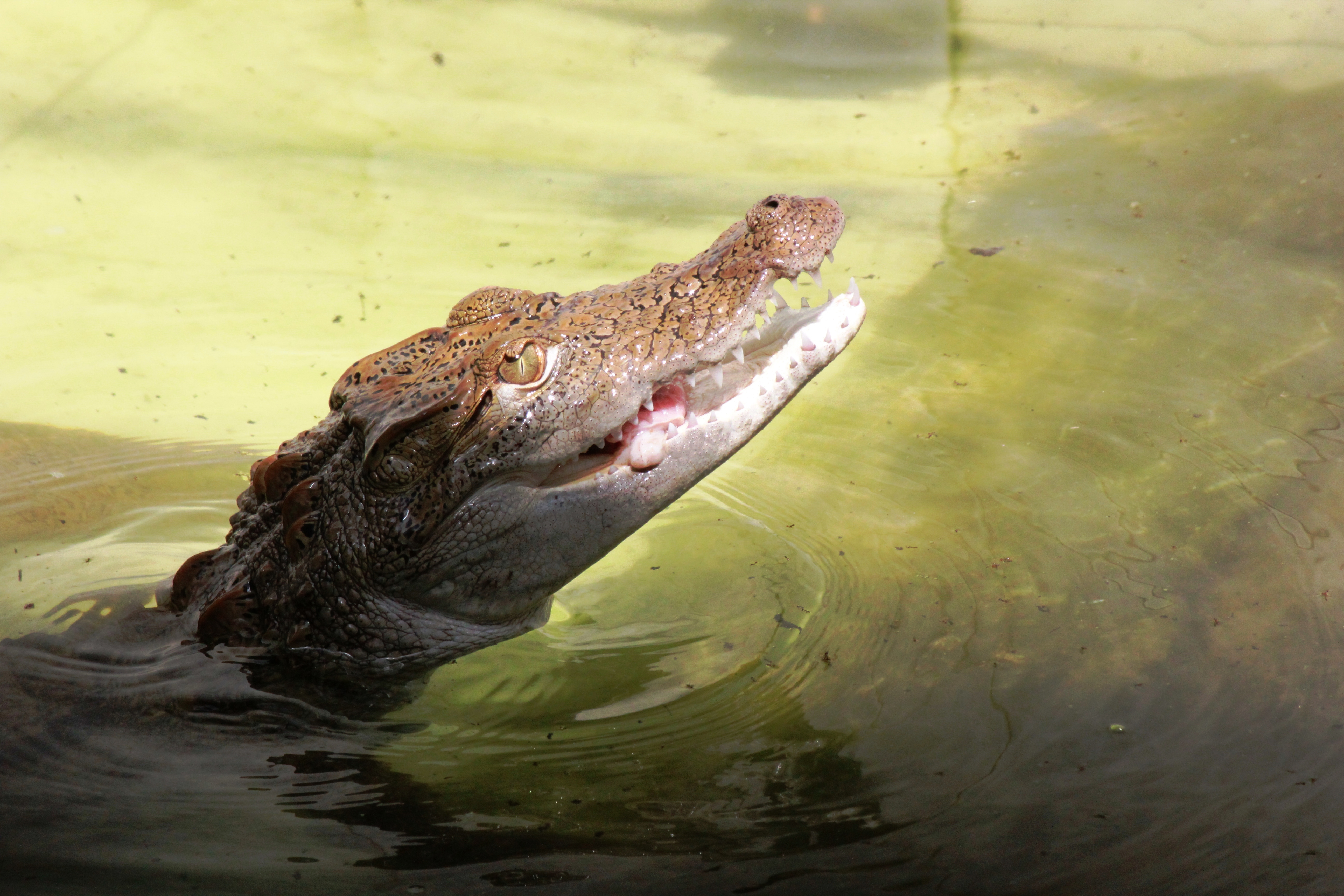
ダッカ動物園のヌマワニ

ダッカ動物園には現在134種類合計2,150頭の動物が飼育されている。
この内哺乳類は58種類で、ゾウ、チーター、サイ、シマウマ、ウォーターバック、カワウソ、ハイエナ、シカ、キリン、インパラ、ツキノワグマ、バク、カバ、ライオン、サル、チンパンジー、ヒヒ、ベンガルトラなどを見ることができる。
また、ゾウやウマの背中に乗ることもできる。
91種、1500羽以上の鳥が暮らしており、クジャク、レア、ヨウム、ヒクイドリ、フクロウ、ダチョウ、エミュー、カモ、フィンチ、チメドリ、ハゲワシ、ワシなどを見ることができる。また、毎年冬になると動物園内にある二つの湖に水鳥が飛来する。
その他、ヘビやワニなどを含む13種類の爬虫類や28種類の魚を見ることができる。

## 批判
2009年に多くの動物園内の動物が死亡したことで、動物園員と副館長は一時的に謹慎処分を命じられ、委員会は動物園の動物が多数死亡した原因の調査に乗り出した。動物園運営機構は主原因は獣医の不足にあると指摘し (動物園には一人しか獣医がいなかった) 、待機するスタッフの数を増やすよう要請した。

## ギャラリー

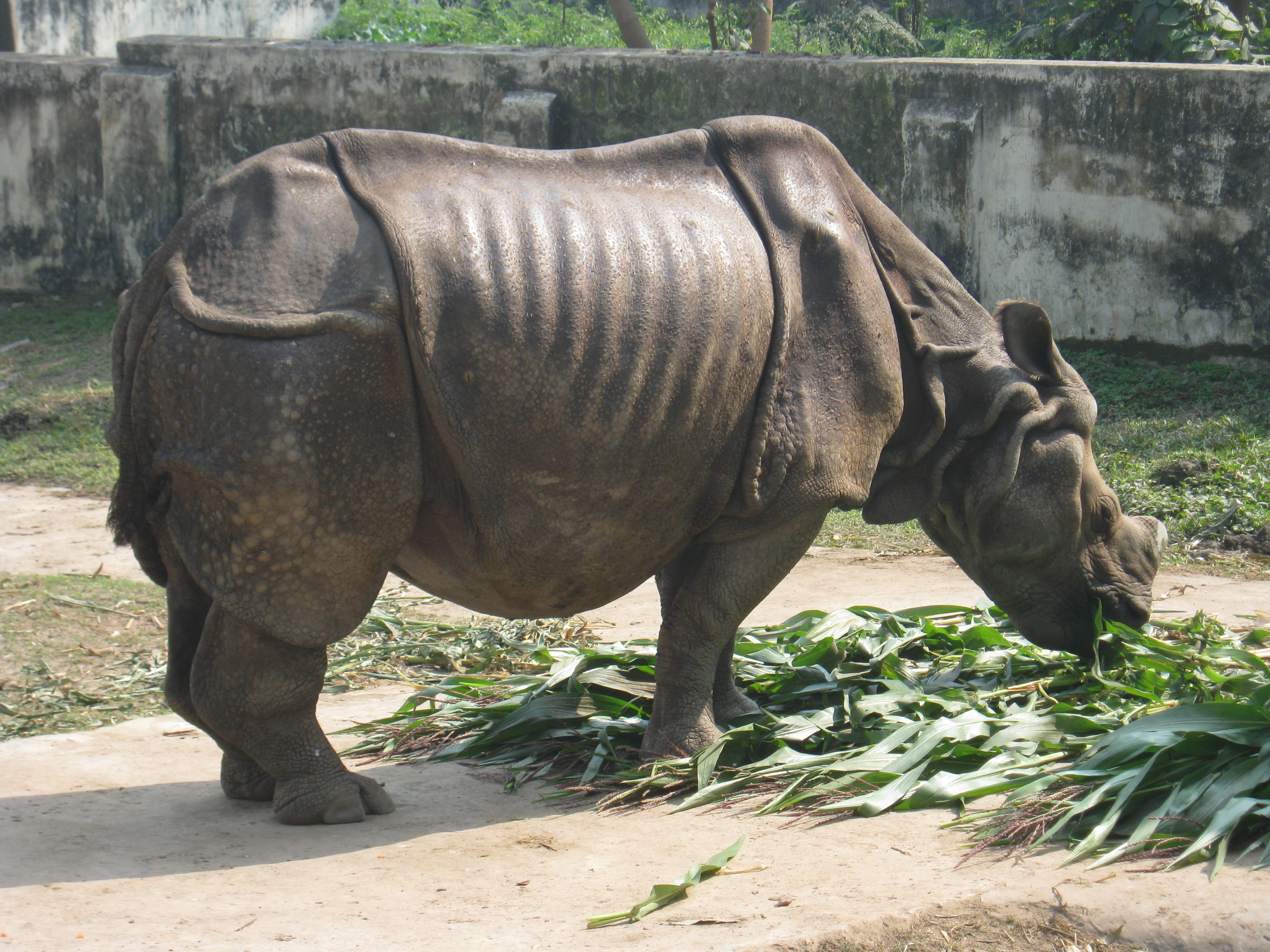
ダッカ動物園のサイ
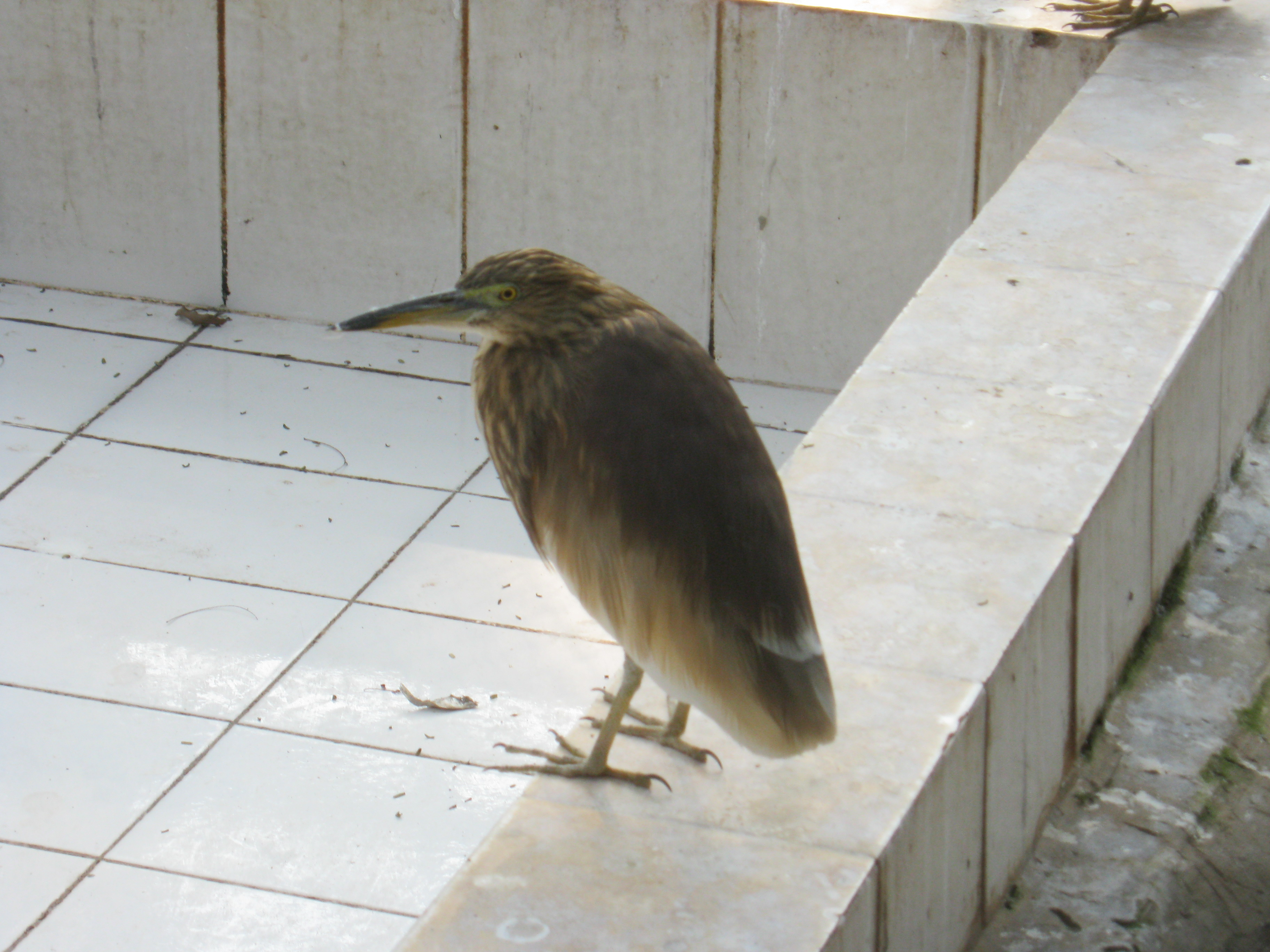
インドアカガシラサギ
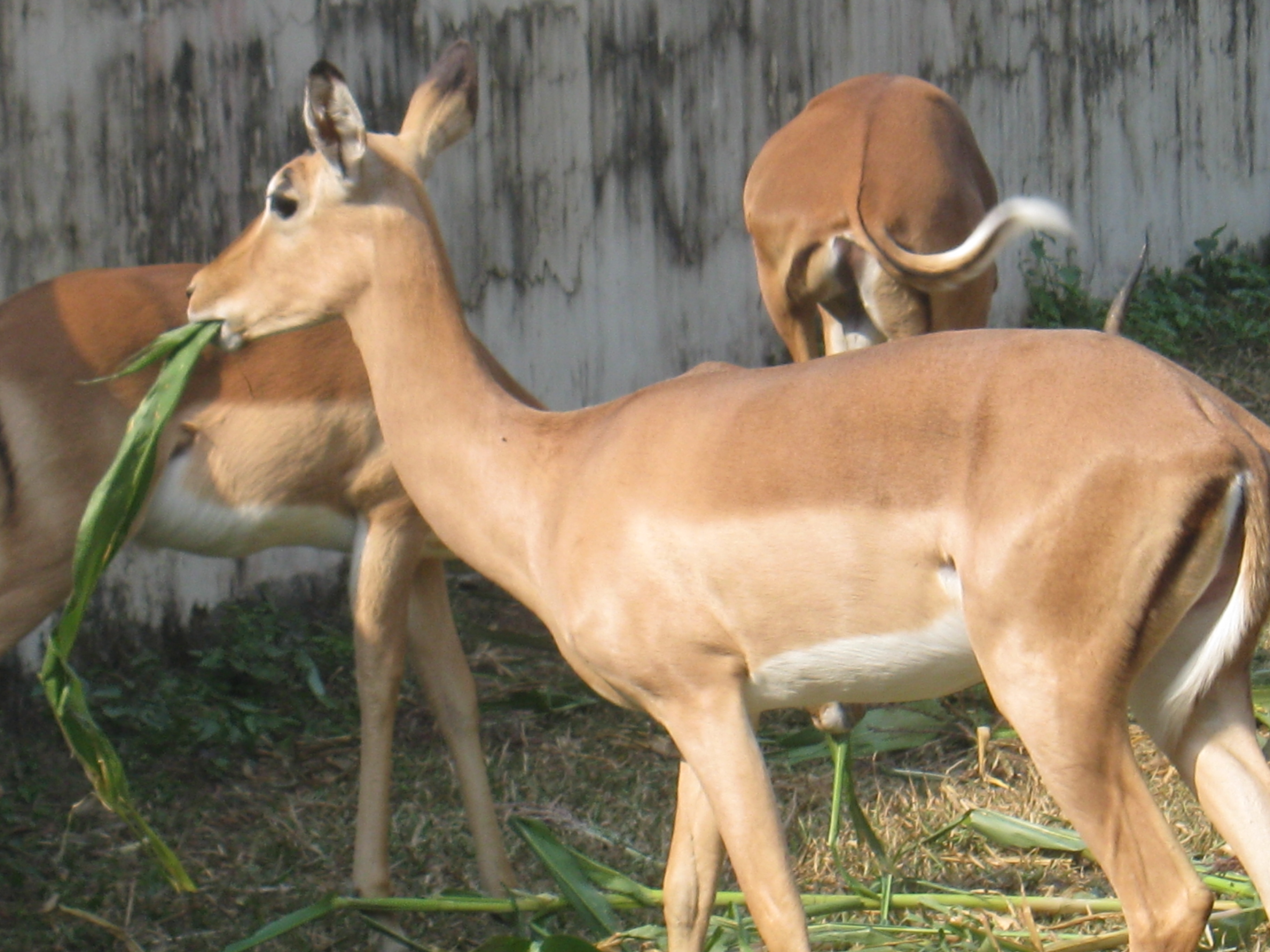
インパラ
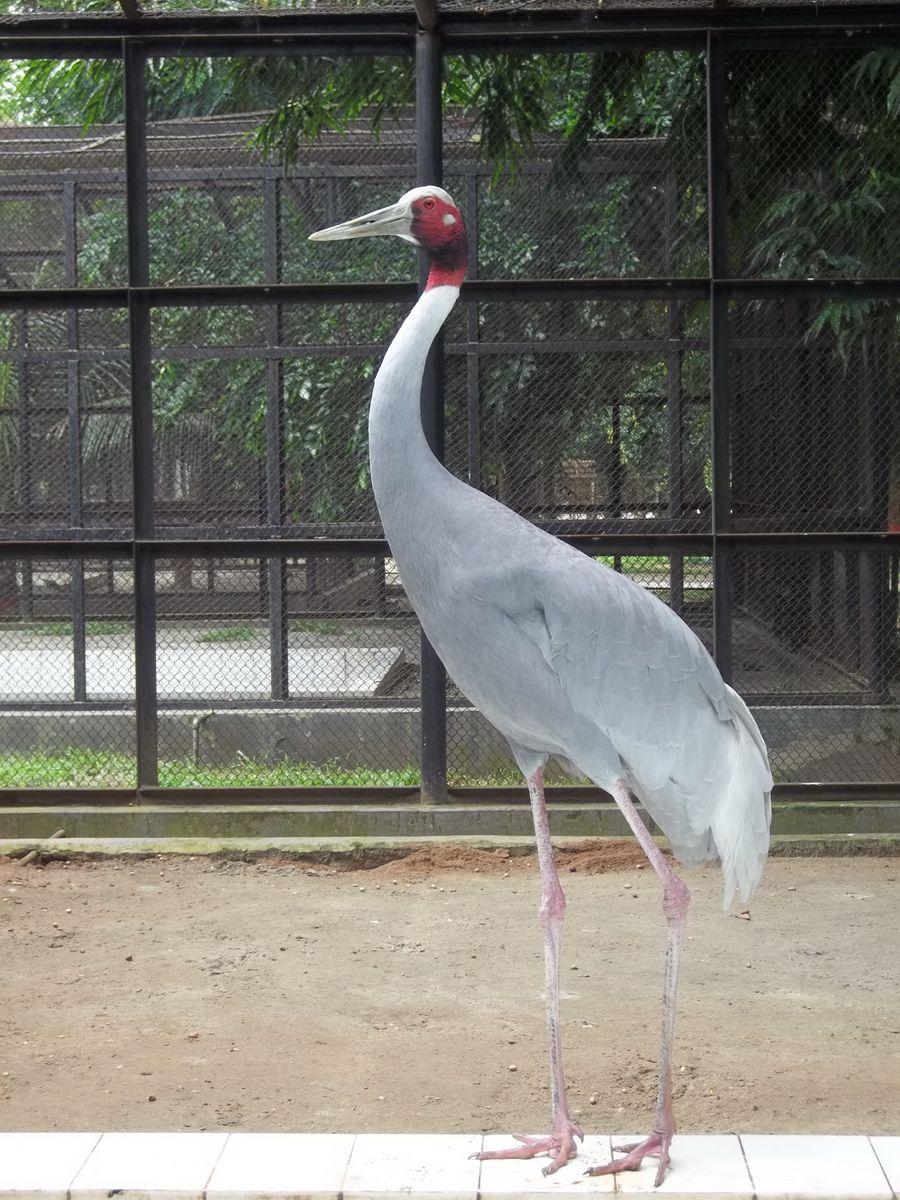
オオヅル